# كالي كوب
كالي كوب (بالإنجليزية: Cully Cobb)‏ هو صحفي أمريكي، ولد في 25 فبراير 1884 في Prospect, Giles County, Tennessee ‏ في الولايات المتحدة، وتوفي في 7 مايو 1975 في ديكاتور في الولايات المتحدة.